# Semna van Ooy

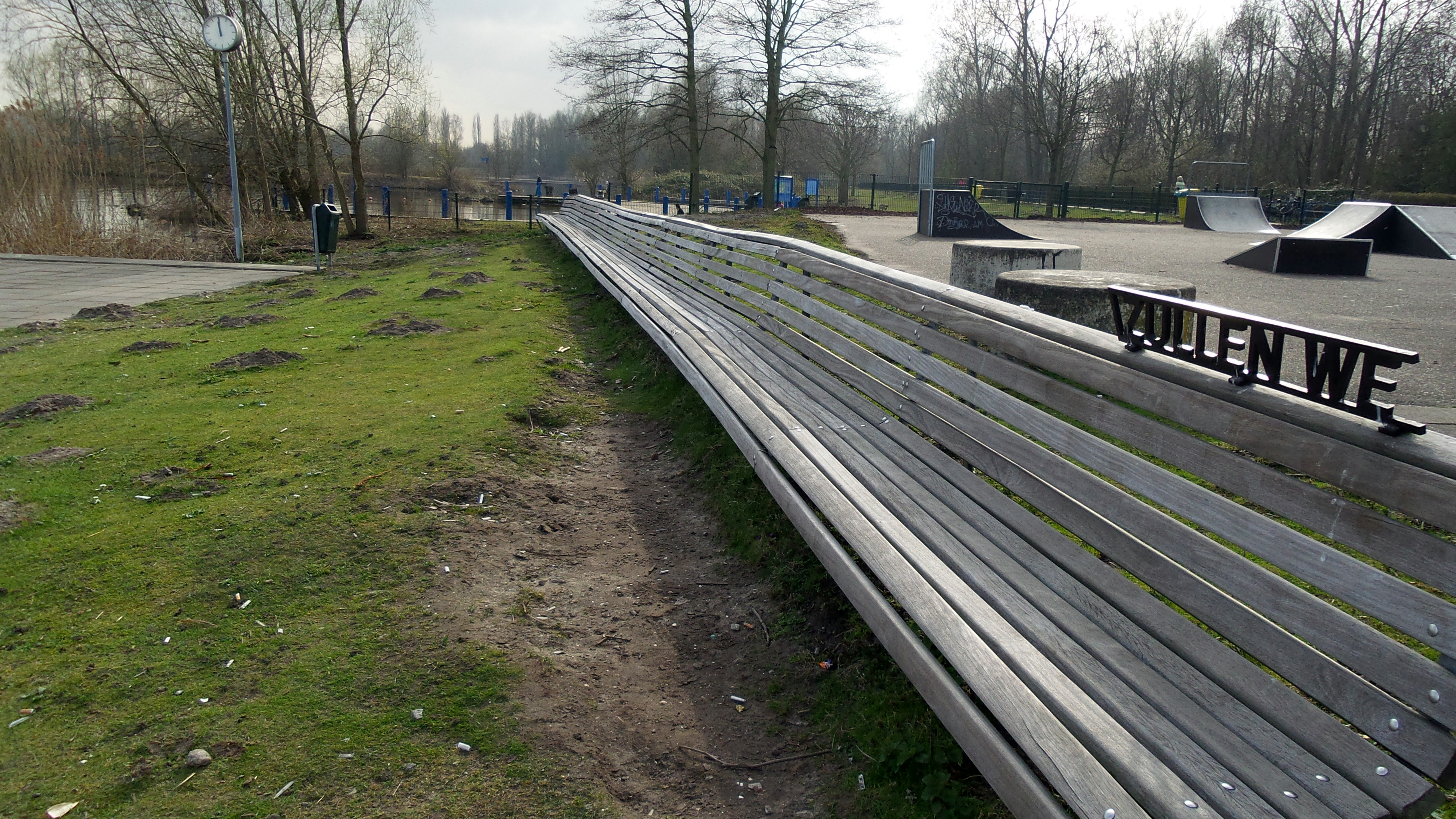
Zullen we wachten op de boot

Semna van Ooy (Amsterdam, 1961) is een Nederlands beeldhouwer en tekenaar.

## Leven en werk
Van Ooy is een dochter van de kunstenares Corrie de Boer. Ze studeerde monumentale vormgeving aan de Gerrit Rietveld Academie in Amsterdam (1981-1986). Tijdens haar studie deed ze onderzoek naar schilderijen over de kruisafneming. Haar analyses publiceerde ze in 2008 in het boekje De onttakeling.
Van Ooy maakt tweedimensionale kunst en ruimtelijke objecten. Voor een herinrichtingsproject in Oost-Groningen maakte ze Herinnering aan een plek, een beeld voor een bos, een project waarbij monumentale vormgeving en land art samenkomen. Haar betonnen, trapachtige sculptuur heeft een grondvorm van 10 bij 12 meter en is ruim 3 meter hoog. Het werk staat boven op een heuvel, vlak bij de galerie van Albert Waalkens, waar zij kind aan huis is en in 1987 als exposant debuteerde. Een ander werk is Zullen we wachten op de boot (1998), een 20 meter lange zitbank met klok, die is geplaatst bij de aanlegsteiger van een veerpontje naar het Amsterdamse Bos.

## Enkele werken
- 1988 Beeld 4, Gewestelijk Arbeidsbureau, Zutphen
- 1996 Herinnering aan een plek, een beeld voor een bos, tussen Beerta en Finsterwolde
- 1998: Zullen we wachten op de boot, park De Oeverlanden, Sloten (Amsterdam)..